# テンカラ釣り

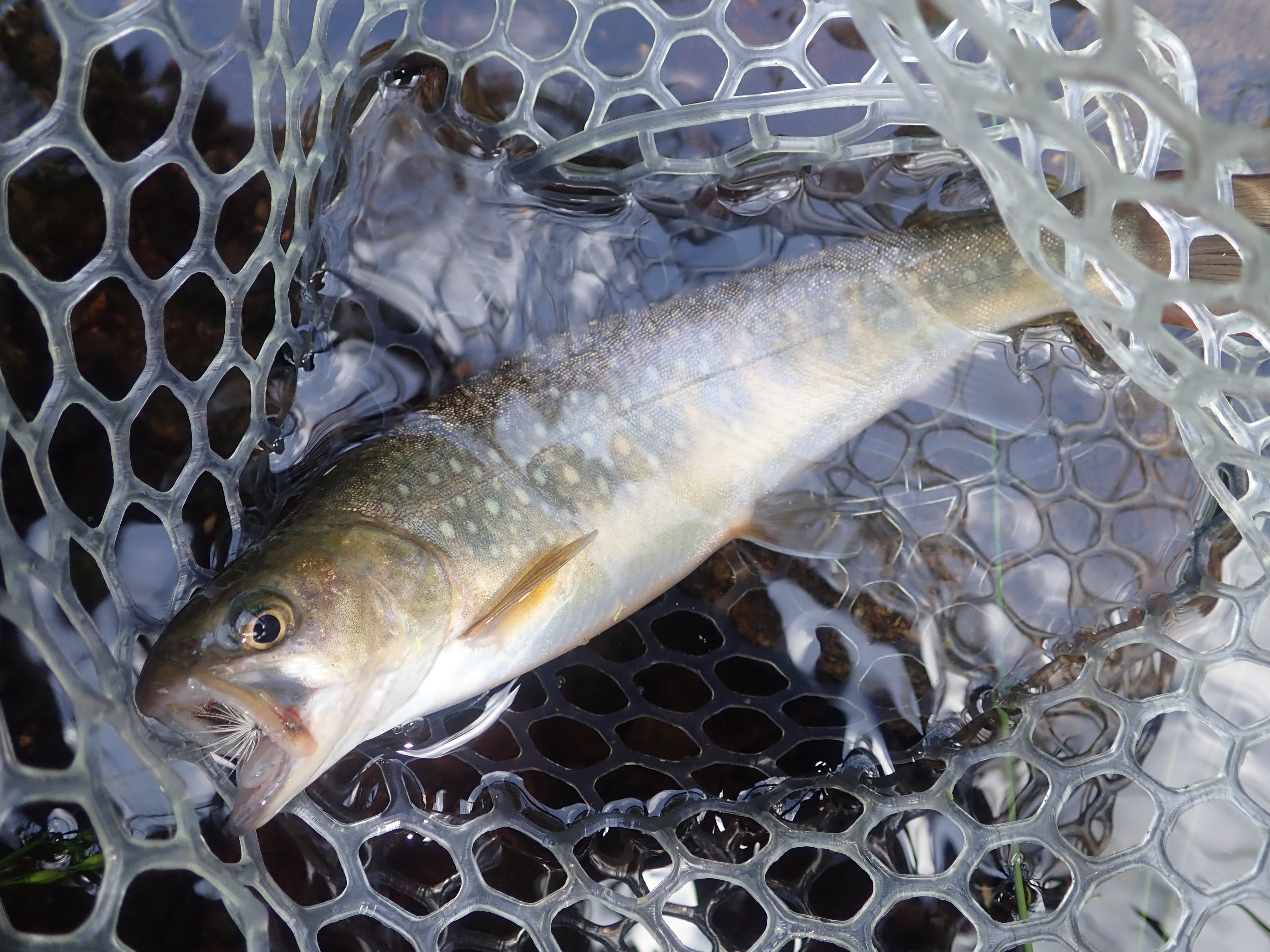
テンカラ釣りにて釣り上げたヤマトイワナ（雌）の個体。口元に毛鉤が見える

テンカラ釣り（テンカラつり）は、毛針（毛鉤）を使う日本の伝統的な釣りである。

## 概要
河川の中でも特に上流域である渓流を主な釣り場とし、水生昆虫を捕食するマス類を対象とする。竿と毛針と釣り糸のみの仕掛けが特徴であり、手軽な釣り方の一種である。
元々は川漁師が行っていた釣り方であり、とても手返しがよく釣ることができる反面、難易度の高い釣り方でもある。現在、渓流釣りの中でも注目されていてブームになりつつある。テンカラ釣りのできる管理釣り場もある。
「テンカラ」の語源や由緒は現代に伝わっていない。識者や釣り人の間では多種多様な考察や憶測、語源にまつわる会話が交わされているが、はっきりしたことは現在まで分かっていない。

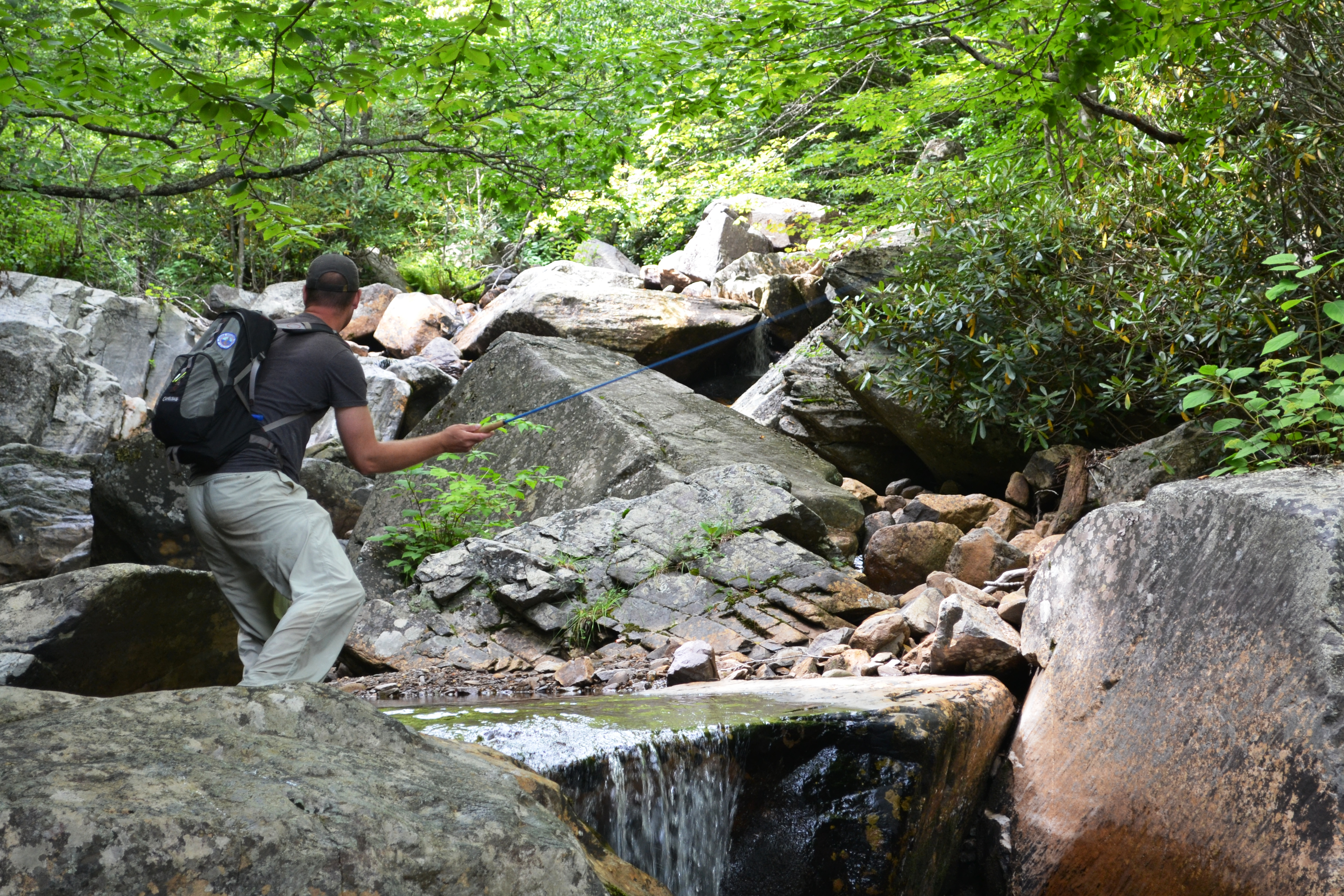
日本人でない人でもするようになったテンカラ釣り（アメリカの男性がアメリカでテンカラをしている写真）

最近では日本の外でも知るようになった人もいて、テンカラをそのままアルファベットにして " tenkara "などと呼ぶ。

## 対象魚
渓流魚が対象で、一般的に人気が高い対象魚は、
- ヤマメ[4]
- イワナ[4][7]
- アマゴ[4][7]
- ニジマス

などである。

## 道具

### 竿
テンカラ釣りでは釣り場である川幅に合わせて、源流部では3.0m、標準では3.3m、本流域では3.6〜4.5mのものが使われる。現在では4m〜5mもの長いテンカラ竿も市販されている。

### 毛針（毛鉤）

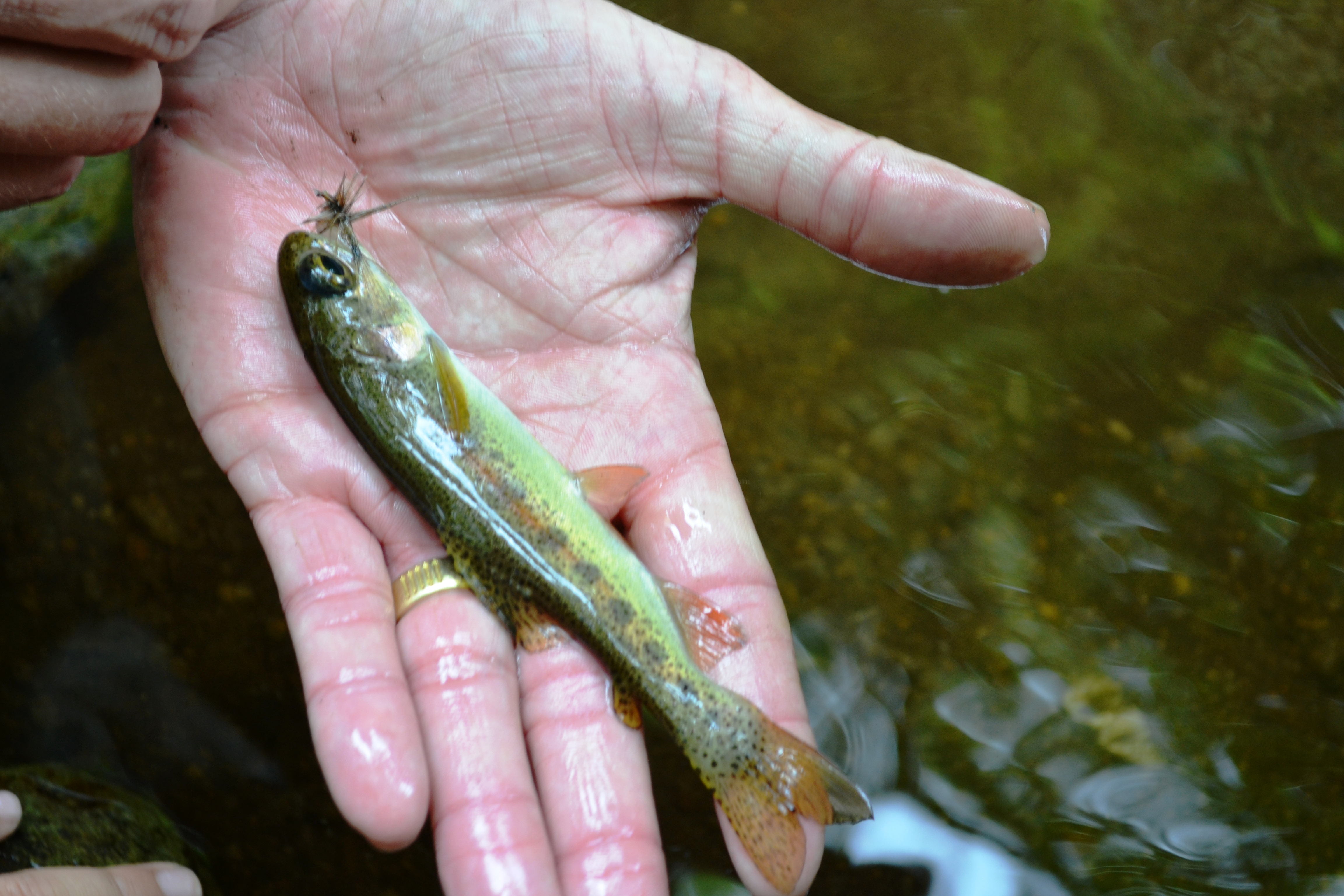
テンカラの毛針。魚の口あたりに見える。

テンカラ釣りで使われる毛針は、鳥の羽、毛糸、ゼンマイの綿などの素材を釣り針に巻きつけて作られる。
素材はフライ・フィッシングで使われるフライ（毛針）と同様のものを使う場合が多い。伝統的なテンカラ用の毛針は渓流釣りに特化していて構造は簡素である。現在ではテンカラ用の素材や完成品も販売されている。

### 釣り糸（ライン）
テンカラ釣りで使われる釣り糸には大きく分けて2種類あり、先へ向かって細くなる糸（テーパーライン）または均一な太さの糸（レベルライン）が使用される。
合成繊維製の糸が開発されるまでは、馬素（馬の尻尾の毛）を撚ったテーパーラインが使われていたが（ちなみに馬素ラインは現在でも入手可能）、現在ではナイロンを撚ったテーパーライン、フロロカーボンやナイロンのレベルライン（単糸）が使われる。
テーパーライン
馬素時代から受け継がれる原理（スクリュー回転効果、ラインの重さ）で毛針を飛ばしやすいが、ラインが重いためおつり（ラインが戻ってくること）が多くなるなどの難しさがある。しかし上級者になるとこれを計算に入れて使いこなしている。
レベルライン
現在の主流である（レベルラインテンカラと呼ばれ人気がある）。レベルとは素材にかかわらず、太さが一定という意味。比重の高いモノフィラフロロカーボン(釣り糸,ハリス）3号～5号ラインが使いやすい。軽いため着水した毛鉤がライン自重で引っ張られる“おつり”が少ない。その反面、ライン自重が軽いのでキャスティングが容易ではない。
キャストラインスピードを上げてラインにロス無くパワーをのせることが重要である。
釣り糸の長さは竿の長さと同じにする（竿尺）。ただし遠方を狙う場合はこれより長くすることもある。ハリスは太さ1号前後を1〜1.2m（矢引き）にする。これ以上細いハリスを使うとあわせ切れが起きる恐れがあるし、そもそもテンカラ釣りの場合にはハリスに細いものを使う必要もない。毛針を沈める場合にはフロロカーボンが、毛針を浮かせる場合にはナイロンが向いている。

## 他の釣法との比較

### フライ・フィッシングとの違い
日本の伝統的な毛針釣りであるテンカラ釣りと、イギリスで生まれたフライ・フィッシングとの相違点は以下のとおり。
リールの使用の有無
フライ・フィッシングではリールを使用するが、テンカラ釣りではリールを使わない。これはヨーロッパと日本の川の地形的な特徴の差に対応している。フライ・フィッシングは流れの緩やかな川で発達した釣り方であり、リールからラインを繰り出して遠くを狙える方が都合が良かったからである。瀬が多くて狭い日本の川で発達したテンカラ釣りでは、遠くを狙えない代わりに近くの瀬などでは手返しが早くなるなどの利点がある。
フライと毛針の誘い方の違い
フライ・フィッシングは上述したような川を釣り場として発展したため、緩やかな流れの中でも擬似針であることを見破られないよう、多種多様なフライの選択も重要な要素になっている。これはフライ・フィッシングがマッチ･ザ･ハッチ（その釣り場の水生昆虫などに似せること）によりフライの擬似性（imitation）の高さで魚を欺くことによる。これに対して、テンカラ釣りは誘いの精妙さで喰わせることともいえ、そのためテンカラ師（釣り人）は毛針の精巧さにはあまり拘らない。